# Pier Luigi Carafa
Pour les articles homonymes, voir Carafa.
Pour les autres membres de la famille, voir Famille Carafa.
Pier Luigi Carafa (né le 18 juillet 1581 à Naples, alors dans le royaume de Naples et mort le 15 février 1655 à Rome) est un cardinal italien du XVIIe siècle. D'autres cardinaux de la famille sont Filippo Carafa della Serra (1378), Oliviero Carafa (1467), Gianvincenzo Carafa (1527), Carlo Carafa (1555), Diomede Carafa (1555), Alfonso Carafa (1557), Antonio Carafa (1568), Decio Carafa (1611), Carlo Carafa della Spina (1664), Fortunato Ilario Carafa della Spina (1686), Pierluigi Carafa, iuniore (1728), Francesco Carafa della Spina di Traetto (1773), Marino Carafa di Belvedere (1801) et Domenico Carafa della Spina di Traetto (1844).

## Biographie
Pier Luigi Carafa est référendaire au tribunal suprême de la Signature apostolique, vice-légat à Ferrare et gouverneur de Ferno et préfet du palais apostolique. Il est élu évêque de Tricarico en 1624 et est nonce apostolique à Cologne de 1624 à 1634.
Le pape Innocent X le crée cardinal lors du consistoire du 6 mars 1645. Le cardinal Carafa est préfet de la Congrégation du Concile de Trente à partir de 1645 ou 1646.
Il participe au conclave de 1655, lors duquel Alexandre VII est élu, mais il meurt pendant le conclave.

## Succession apostolique
Pier Luigi Carafa a ordonné les évêques suivants :
- Évêque Thomas de Grace (en) (1629)
- Évêque Andrés Aguado de Valdés (en), O.S.A. (1642)
- Évêque Pomponio Spreti (en) (1646)
- Évêque Pier Luigi Carafa (en), C.R. (1646)
- Évêque Donato Pascasio (en), O.S.B.Cel. (1646)
- Évêque Louis de Fortia-Montréal (1646)
- Évêque Martino Megale (it) (1646)
- Archevêque Giacomo Carafa (it) (1646)
- Évêque Francesco Antonio Depace (en) (1646)
- Cardinal Federico Sforza (1646)
- Archevêque Raphael Levacovich (en), O.F.M.Obs. (1647)
- Évêque Simeone de Summis (en), O.F.M. (1647)
- Évêque Tommaso Imperato (en) (1647)
- Évêque Giovanni Ambrogio Bicuti (en) (1647)
- Évêque Alessandro Masi (1647)
- Archevêque Gregorio Carafa (it), C.R. (1648)
- Évêque Tommaso d'Aquino (en), C.R. (1648)
- Évêque Luigi Branciforte (en) (1648)
- Archevêque Paolo Teutonico (en) (1649)
- Évêque Gian Giacomo Cristoforo (en) (1649)
- Archevêque Giuseppe Maria Sanfelice (it) (1650)